# Lang & Heyne
Lang & Heyne es un fabricante de relojes de pulsera de lujo con sede en la ciudad de Dresde, en Alemania.

## Historia
Marco Lang comenzó a trabajar como aprendiz de mecánica de precisión y, tras la reunificación alemana, dedicó siete años más a estudiar cronometría. En 2001, junto con su amigo Mirko Heyne, fundó Lang & Heyne en Dresde. Si bien su asociación finalizó en 2003, cuando Heyne se incorporó a Nomos Glashütte, las condiciones amistosas de su separación permitieron que el nombre de la empresa se mantuviera. En 2005, Lang, relojero de quinta generación, fue aceptado como miembro de Academia de Relojería de Creadores Independientes.

## Modelos
En 2015, los modelos de la gama de relojes de la firma incluían nombres como "Augustus", "Köning Johann", y "Friedrich August I"  (Augusto, rey Juan y Federico Augusto I), todos ellos inspirados en figuras históricas incluidas en el Desfile de los Príncipes, un gran mural del siglo XIX localizado en la ciudad de Dresde, que representa a los gobernantes de Sajonia.
La firma manufactura relojes de forma artesanal, siempre inspirándose en relojes de bolsillo de los siglos XVIII y XIX. Los componentes en bruto se fabrican en los talleres de la empresa y se terminan a mano, utilizando métodos de fabricación tradicionales sajones.
Se entregan entre 100 y 200 relojes al año, equipados con nueve calibres de fabricación propia. La integración vertical supera el 90 por ciento, y solo se compran unas pocas piezas individuales, así como estuches, correas y cierres.